# Aarburg
Ne doit pas être confondu avec Aarberg.
Aarburg (en français Aarbourg), est une commune suisse du canton d'Argovie, située dans le district de Zofingue.

## Géographie

### Situation
La commune d’Aarburg est située au bord de l’Aar, à 412 mètres d’altitude. À 3 kilomètres au sud-ouest d’Olten, elle se trouve à proximité du principal nœud ferroviaire de Suisse et de l’important carrefour autoroutier A1/A2. Son territoire s'étend sur 4,42 km2. Lors du relevé de 2013-2018, les surfaces d'habitations et d'infrastructures représentaient 48,1 % de sa superficie, les surfaces agricoles 15,6 %, les surfaces boisées 30,6 % et les surfaces improductives 5,4 %.
Le niveau de base du réseau de nivellement suisse est situé à Aarburg.

### Transports
Ligne ferroviaire CFF Olten-Berne.
Ligne ferroviaire CFF Olten-Lucerne.
Lignes du bus vers Oftringen, Zofingue et Olten.
Autoroute A1 Zurich-Berne, sortie Rothrist.
Autoroute A2 Bâle-Chiasso, sortie Rothrist.

## Histoire
La petit cité d'Aarburg constitue avec son château et sa forteresse sur la colline, l'alignement de ses vieilles maisons au bord de l'Aar et son église à deux clochers un point de repère caractéristique sur le Plateau. Sa fondation remonte dans ses parties les plus anciennes au XIe s. Un château fort a été construit sur la cluse de l’Aar vers la fin du XIIe siècle par les comtes de Frobourg. Un document de 1123 mentionne le lieu sous le nom d’Areburc.
À la fin du XIIIe siècle, les comtes de Frobourg ont vendu le château aux Habsbourg. Le château a été annexé par Berne en 1415. Il est devenu la résidence des baillis jusqu'en 1798. En 1803, à l’indépendance du canton d’Argovie, il fut transformé en arsenal et en pénitencier.
Le premier pont fut construit en 1837, auparavant, le passage de la rivière était assuré par un bac.
Le 4 mai 1840, un incendie a ravagé le village, détruisant l'église, vingt-huit logements et trois tavernes, faisant 68 sans-abri.

## Démographie
La commune compte 8 891 habitants au 31 décembre 2023 pour une densité de population de 2 012 hab/km2. Sur la période 2010-2019, sa population a augmenté de 19,7 % (canton : 12,2 % ; Suisse : 9,4 %).  

## Économie
- Franke, technique de cuisine

## Culture et patrimoine

### Héraldique
| Blason | Blasonnement : D'or au château fort crénelé de sable, chargé d'une croisette d'argent en bas à dextre et sommé de deux tours. Sur celle de senestre une aigle essorante du premier. |

### Monuments et curiosités
Pour l'essentiel, la vieille ville se compose de trois rangées de maisons avec une place.
Depuis 2018, le bourg, grâce à sa beauté architecturale, son histoire et sa situation privilégiée, fait partie de l'association « Les plus beaux villages de Suisse ».
- L'église paroissiale réformée à une nef néo-gothique a été construite par Johann Jakob Hemlicher en 1842-45 et remplace l'église détruite par l'incendie de 1840.
- Le château et la forteresse constituent un dispositif dont le centre (donjon et corps de logis) remonte au haut Moyen Age. Une aile en baroque primitif a été édifiée au sud en 1621.
- Le lieu-dit Kloos fut un lieu d'exécution[7].

La commune compte sur son territoire trois monuments classés comme biens culturels d'importance nationale,: le site archéologique Galgen, l'auberge « Alte Post » et la forteresse.